# Pragmatyka
Pragmatyka (gr. πραγματικός pragmatikós – „czynny”, od πρᾶγμα prâgma – „czyn, zajęcie”) – jeden z trzech działów semiotyki (obok semantyki i syntaktyki).
Według Charlesa W. Morrisa, autora wspomnianego podziału, pragmatyka traktować ma o relacji między znakiem a odbiorcą (interpretatorem).
Ta dziedzina językoznawstwa i filozofii języka rozwinęła się w drugiej połowie XX wieku i zajmuje się z jednej strony kwestiami stosunków między znakami słownymi a interpretatorami (ludźmi je wypowiadającymi lub słuchającymi), które zachodzą w procesie komunikacji słownej, z drugiej zależnością znaczenia wyrażeń od kontekstu, w którym są użyte. Inaczej mówiąc, pragmatyka bada sposoby posługiwania się mową przez ludzi (w szczególności rozumienie i interpretowanie wypowiedzi w zależności od kontekstu), a także mechanizmy niejawnego przekazywania i uzyskiwania informacji przez wypowiedź oraz mechanizmy jej rozumienia.
Do najważniejszych teorii i pojęć pragmatycznych należą:
- teoria aktów mowy
- teoria implikatur
- teoria relewancji
- presupozycja
- okazjonalność